# Netty
Netty ist ein nicht-blockierendes Client-Server-Framework für die Entwicklung von Java-Anwendungen im Netzwerk, wie Protokollserver und Netzwerk-Clients. Das asynchrone, ereignisgesteuerte Framework für Anwendungen im Netzwerk vereinfacht die Arbeit des Entwicklers an Protokollen wie TCP und UDP sowie ihren Socket-Servern. Netty beinhaltet auch eine Implementation des Reactor-Entwurfsmusters.
Daneben beinhaltet Netty auch einen eingebauten HTTP-Support und kann in einem Servlet-Container ausgeführt werden. Es unterstützt Web Sockets, TLS, SPDY, und Nachrichtenkompression und die Integration mit Google Protocol Buffers. Das Projekt Netty gibt es spätestens seit 2004.
Seit Version 4.0.0 Alpha unterstützt Netty die Verwendung der NIO-Schnittstellen von Java 7 als Backend, sowie nicht-blockierende Java-Sockets.